# 斑點魮
斑點魮（学名：Barbus marmoratus）為輻鰭魚綱鯉形目鯉科的其中一個種。該物種主要分布於非洲剛果民主共和國盧阿拉巴河流域，體長可達6.5公分。

## 扩展阅读
維基物種上的相關：斑點魮